# Leucolithodes panteata
Leucolithodes panteata là một loài bướm đêm trong họ Geometridae.